# Johan Retief
Pas d'image ? Cliquez ici

a Compétitions nationales et continentales officielles uniquement.

b Matchs officiels uniquement.
Dernière mise à jour le 9 mai 2025.
Johan Retief, né le 10 octobre 1995 à Windhoek (Namibie), est un joueur international namibien de rugby à XV jouant aux postes de troisième ligne aile, troisième ligne centre ou deuxième ligne avec le club russe de Krasny Yar Krasnojarsk.

## Biographie
Johan Retief naît à Windhoek en Namibie. Durant sa jeunesse, il fréquente le Windhoek Gymnasium et joue pour son équipe de rugby à XV, participant notamment à la Craven Week. Il prend aussi part au Trophée mondial avec l'équipe de Namibie des moins de 20 ans et est le capitaine de l'équipe.
En 2017, il obtient sa première sélection avec la Namibie, lors d'un match face à l'Espagne,.
Il commence ensuite sa carrière en club avec les Leopards en 2018. L'année suivante, il est appelé en sélection pour la Coupe du monde 2019.
En 2021, il remporte avec les Leopards, la Currie Cup First Division, la seconde division de la Currie Cup. En effet, ils s'imposent 19 à 18 en finale contre les Griffons et accèdent donc à la première division.
L'année suivante, il rejoint les Griquas. Dès sa première saison, il atteint la finale de la Currie Cup opposant son équipe aux Pumas. Il entre en jeu durant la finale perdue 19 à 26. Cette année, il participe aussi à la Coupe d'Afrique avec son pays. Les Namibiens remportent la finale contre le Kenya et se qualifient pour la Coupe du monde 2023,.
Il est ensuite sélectionné avec la Namibie pour sa deuxième Coupe du monde en 2023. Il joue les trois premiers matchs du Mondial face à l'Italie, la Nouvelle-Zélande et la France. Cependant, il ne peut pas jouer le dernier match de la phase de poule contre l'Uruguay car il est victime d'une morsure d'araignée s'étant infectée, alors qu'il ést à son hôtel à Aix-les-Bains.